# União de Nações Sul-Americanas
A União de Nações Sul-Americanas (UNASUL; em castelhano: Unión de Naciones Suramericanas, UNASUR; em neerlandês: Unie van Zuid-Amerikaanse Natiesⓘ, UZAN; em inglês: Union of South American Nations, USAN), anteriormente designada por Comunidade Sul-Americana de Nações (CASA ou CSN), é uma organização intergovernamental regional composta atualmente por sete Estados da América do Sul. Em seu auge chegou a ter todos os doze Estados Sul-Americanos e uma população total estimada em 396 391 032 habitantes, em 1 de julho de 2010. Foi fundada dentro dos ideais de integração sul-americana multissetorial, conjugando as duas uniões aduaneiras regionais: o Mercado Comum do Sul (Mercosul) e a Comunidade Andina (CAN). No entanto, alguns autores destacam que, na medida em que o Brasil representava cerca de 50% do território, população e produto interno bruto (PIB) da região, o projeto podia ser também interpretado como a culminação de uma iniciativa diplomática brasileira de longa data.
O Tratado Constitutivo da Unasul foi assinado em 23 de maio de 2008, na Terceira Cúpula de Chefes de Estado, realizada em Brasília, Brasil. O Tratado Constitutivo definiu a instalação da sede da União em Quito, Equador e o Parlamento sul-americano em Cochabamba, na Bolívia. Depois de Argentina, Bolívia, Chile, Equador, Guiana, Peru, Suriname e Venezuela, o Uruguai tornou-se a nona nação a ratificar o tratado constitutivo da organização, em 1 de dezembro de 2010, completando-se assim o número mínimo de ratificações necessárias para a entrada em vigor do Tratado, em 11 de março de 2011. Com a entrada em vigor do Tratado, a Unasul tornou-se uma entidade jurídica, durante a cúpula Ministros dos Negócios Estrangeiros, em Mitad del Mundo, no Equador, onde foi colocada a pedra fundamental para a sede do Secretariado-Geral da União.
Em 4 de maio de 2010, em uma cúpula extraordinária de chefes de Estado, realizada em Campana, 75 quilômetros ao norte de Buenos Aires, o ex-presidente argentino Néstor Kirchner foi eleito, por unanimidade, o primeiro Secretário-geral da Unasul, para um mandato de dois anos, fornecendo à Unasul uma liderança política definida no cenário internacional. O novo cargo foi concebido como um primeiro passo para a criação de um órgão burocrático permanente para uma união supranacional, que eventualmente substituirá os órgãos políticos do Mercosul e da CAN.
No entanto, a falta de consenso na escolha do Secretário-Geral da organização, por exemplo, fez com que a Unasul ficasse "paralisada" e seis países-membros decidiram, em 2018, suspender por tempo indeterminado a participação nas reuniões do bloco. A partir deste momento, vários países anunciaram sua saída definitiva. Colômbia em agosto de 2018, Equador em março de 2019, Argentina, Brasil, Chile e Paraguai em abril do mesmo ano, e o Uruguai em março de 2020. Em 2019, com o objetivo de contrapor-se à Unasul, presidentes de 8 países da América do Sul criaram o Fórum para o Progresso e Desenvolvimento da América do Sul (PROSUL). Em abril do mesmo ano, o presidente brasileiro Jair Bolsonaro formalizou a saída do Brasil da Unasul, junto com os presidentes de Argentina, Chile e Paraguai.

## História

### Antecedentes
Simón Bolívar — reverenciado nos países sul-americanos de língua espanhola como El Libertador e diretamente responsável pelas independências da Venezuela, Colômbia, Equador, Peru e Bolívia (hoje membros do Pacto Andino, com exceção da Venezuela que se juntou ao Mercosul) no início do século XIX — tinha como objetivo a criação de uma federação de nações da América espanhola, a fim de garantir prosperidade e segurança após a independência, uma vez que temia o imperialismo brasileiro. Bolívar jamais alcançou seu objetivo, e morreu impopular por causa de suas tentativas autoritárias de estabelecer governos centrais fortes nos países que levara à independência.
A organização tem antecedentes na integração americana e latino-americana, posteriormente reduzida ao âmbito sul-americano. Nesse sentido, houve propostas tais como o Merconorte e a Área de Livre Comércio Sul-Americana (ALCSA), que não saíram do papel. Por outro lado, outros projetos foram concretizados no espaço sul-americano, como o Comitê Intergovernamental Coordenador dos Países da Bacia do Prata (1969), Comunidade Andina de Nações (1969), Mercado Comum do Sul (1991), Organização do Tratado de Cooperação Amazônica (1998), levantando a possibilidade de fusão dessas instituições. Mais intimamente à formação da UNASUL, encontram-se a Cúpula Sul-Americana, conferência diplomática entre os doze presidentes do subcontinente, e a Iniciativa para Integração da Infraestrutura Sul-Americana (IIRSA), programa de integração física do subcontinente.

### Formação

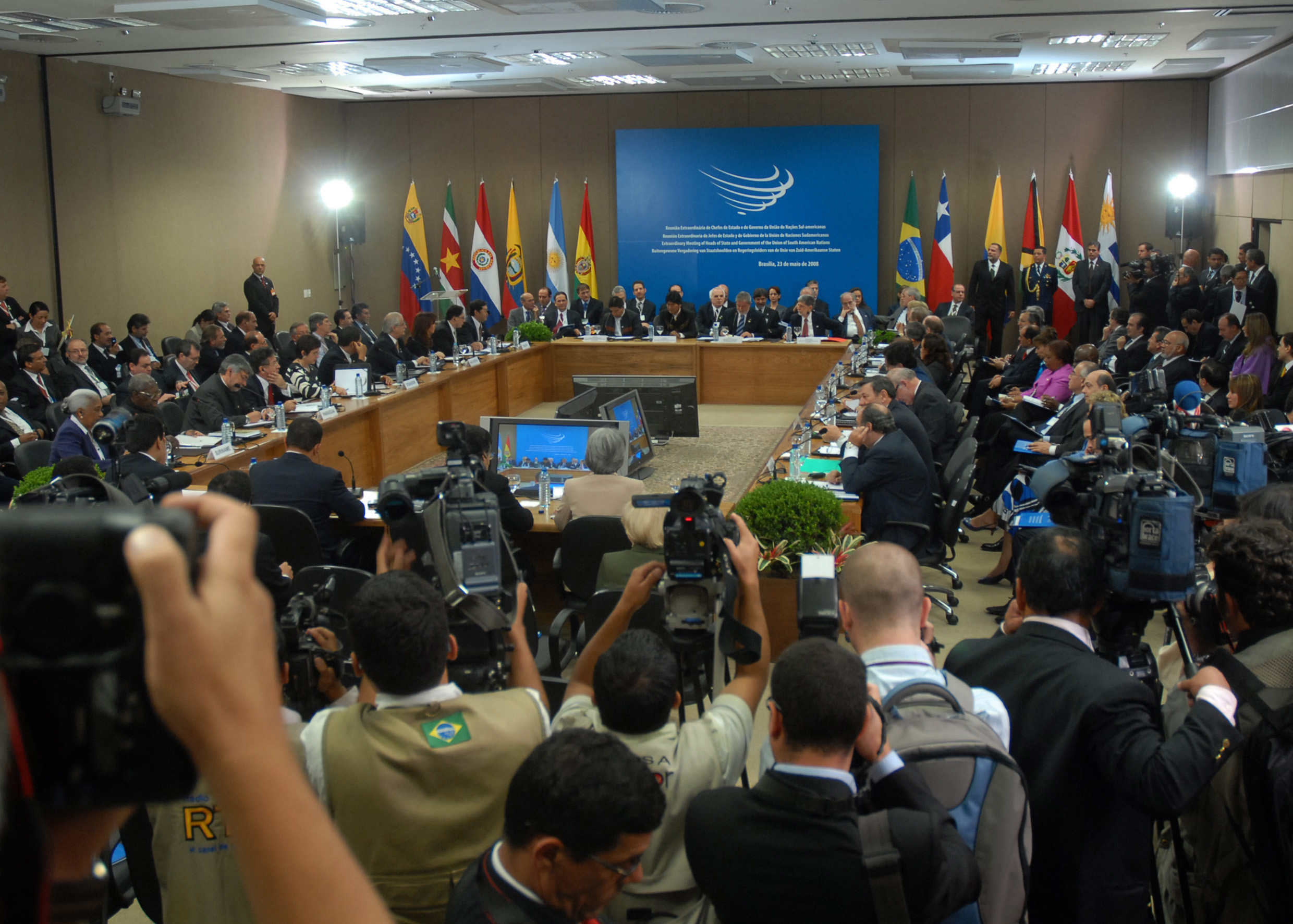
Presidentes sul-americanos reunidos durante reunião extraordinária para a assinatura do Tratado Constitutivo da Unasul em maio de 2008, em Brasília.

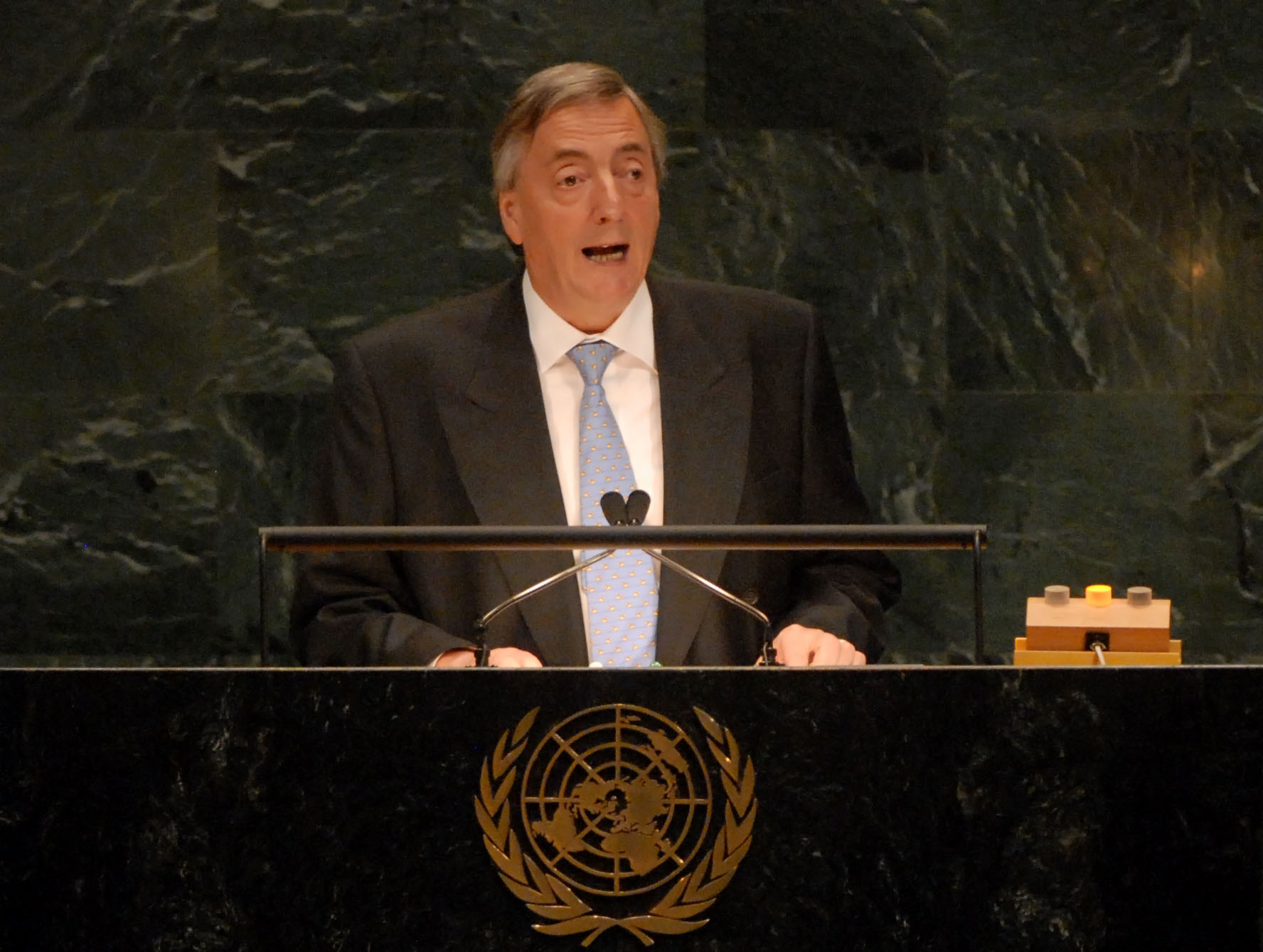
Néstor Kirchner, o primeiro Secretário-Geral da Unasul.

A integração completa entre esses dois blocos foi formalizada durante a reunião dos presidentes de países da América do Sul, no dia 23 de maio de 2008 em Brasília.
No terceiro encontro de cúpula sul-americano, em 8 de dezembro de 2004, os presidentes ou representantes de doze países sul-americanos assinaram a Declaração de Cuzco, uma carta de intenções de duas páginas, anunciando a fundação da então Comunidade Sul-Americana de Nações. O Panamá e o México estiveram presentes à cerimônia de assinatura, como observadores.
Os líderes anunciaram a intenção de modelar a nova comunidade seguindo a União Europeia, incluindo passaporte e parlamento e, muito no futuro, moeda. Segundo Allan Wagner, Secretário-Geral do Pacto Andino, uma união completa como a da União Europeia deve ser possível nos próximos quinze anos.

### Mudança de nome
Em 28 de dezembro de 2005, o ex-ministro do exterior chileno, Ignacio Walker propôs que o nome da comunidade fosse mudado para União Sul-Americana (em inglês: South American Union, em castelhano: Unión Sudamericana, em neerlandês: Zuid-Amerikaanse Unie); esta proposta foi rejeitada por vários membros, para impedir confusão com sua sigla (USA, relacionado aos Estados Unidos).
A antiga denominação da organização, Comunidade Sul-Americana de Nações (inglês: South American Community of Nations, espanhol: Comunidad Sudamericana de Naciones e : Zuid-Amerikaanse Statengemeenschap), foi abandonada em 16 de abril de 2007, durante a 1ª Reunião de Energia Sul-Americana na Ilha de Margarita, Venezuela. A designação "União de Nações Sul-Americanas" (inglês: Union of South American Nations, espanhol: Unión de Naciones Suramericanas, neerlandês: Unie van Zuid-Amerikaanse Naties), que proporcionou as siglas "Unasul" em português e "Unasur" em espanhol, foi aprovada por todos os estados-membros durante o encontro.
| Assinado Em vigor Documento | 1969 Acordo de Cartagena                   | 1991 Tratado de Assunção        | 2004 Declaração de Cuzco                | 2008 2011 Tratado Constitutivo |  |  |  |  |  |  |  |  |
|                             |                                            |                                 | União de Nações Sul-Americanas (UNASUL) |                                |  |  |  |  |  |  |  |  |
|                             | Pacto Andino (Comunidade Andina de Nações) |                                 |                                         |                                |  |  |  |  |  |  |  |  |
|                             |                                            | Mercosul (Mercado Comum do Sul) |                                         |                                |  |  |  |  |  |  |  |  |
|                             |                                            |                                 |                                         | v d e                          |  |  |  |  |  |  |  |  |

### Conflito
Após conflitos na liderança da organização por conta da nomeação do presidente boliviano Evo Morales para a presidência pro tempore da UNASUL, os governos de Argentina, Brasil, Chile, Colômbia, Paraguai e Peru anunciaram a suspensão de suas atividades na entidade por um ano, até a designação de um novo secretário-geral, cargo que está vago desde o começo de 2017, quando terminou o mandato do ex-presidente colombiano Ernesto Samper. Desde então, não houve um acordo sobre quem ocupará o cargo. A única candidatura feita foi a do diplomata argentino José Octavio Bordón, mas ele não obteve apoio suficiente dentro da organização para assumir o posto.

### Saída dos países
Em abril de 2018, Colômbia, Argentina, Brasil, Chile, Paraguai e Peru, anunciaram sua saída para engressarem na PROSUL, criada com o objetivo de substituir a Unasul. No dia 10 de agosto de 2018, a Colômbia disse que sairia definitivamente deste organismo; já o Equador saiu no dia 13 de março de 2019, e confirmou sua saída através de uma decisão da Assembleia Nacional em setembro de 2019. Em novembro de 2019, o Ministro das Relações Exteriores da Bolívia, inicia as tratativas para sair do grupo. No dia 10 de março de 2020, o Ministro das Relações Exteriores do Uruguai declarou a saída do Uruguai da UNASUL.

### Recriação e Reingresso
Em 24 de janeiro de 2023, o presidente brasileiro, Luiz Inácio Lula da Silva, anunciou que pretende recriar a Unasul, e o assunto deve ser discutido na  Cúpula da Comunidade de Estados Latino-Americanos e Caribenhos de 2023, realizada na Argentina, e em reuniões bilaterais com líderes da região.
Por meio do Decreto (Federal) nº 11.475 de 06 de abril de 2023 que promulgou novamente o Tratado Constitutivo, o governo brasileiro ingressou novamente na UNASUL.
Em 6 de abril de 2023, o ministro das Relações Exteriores da Argentina, Santiago Cafiero, anunciou a volta do país como Estado-membro da Unasul. 

## Estrutura e funcionamento

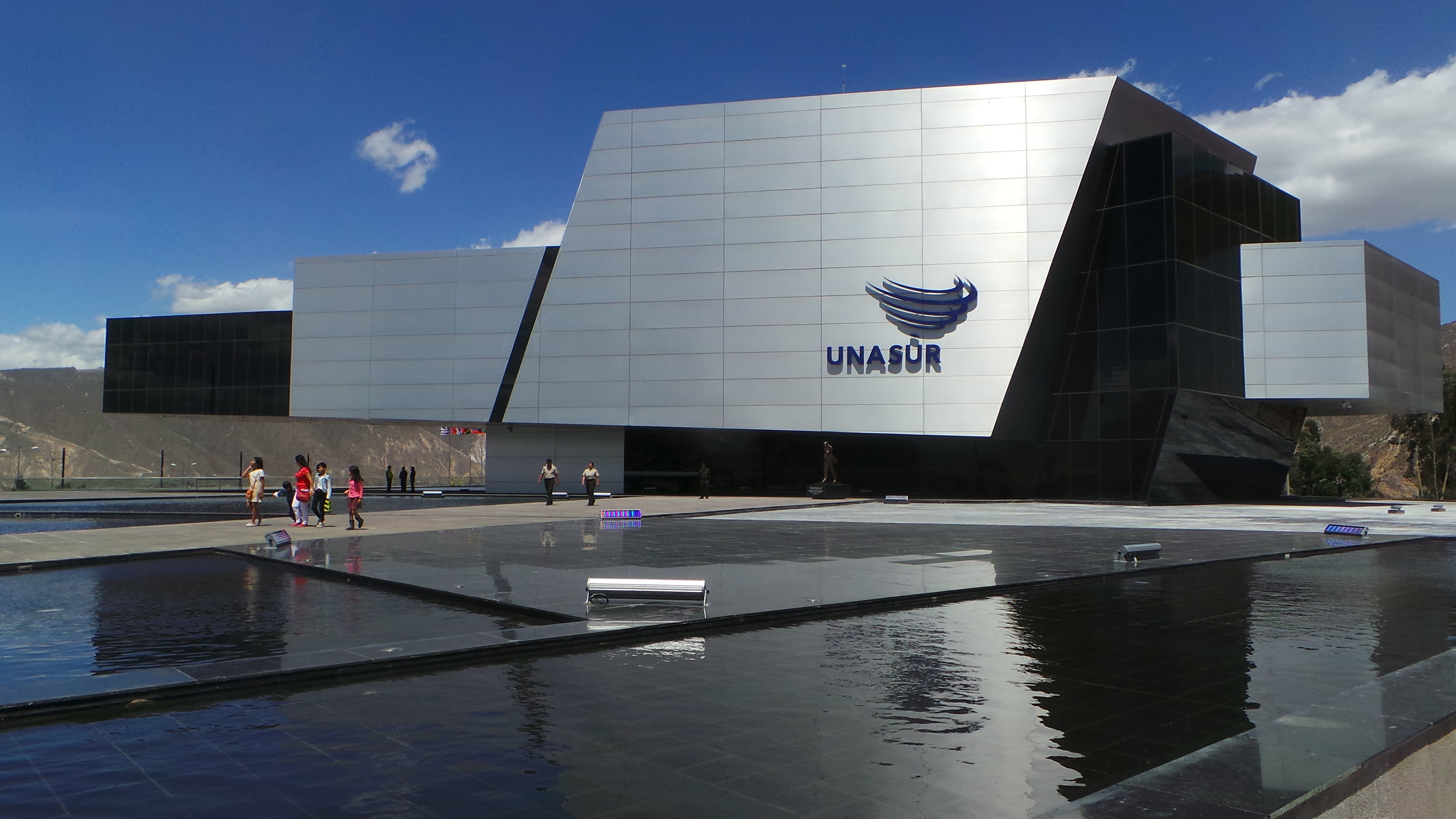
Novo edifício-sede da UNASUL em Quito, Equador.

Os presidentes de cada nação-membro terão uma reunião anual, que será o mandato político superior. A primeira reunião deu-se em Brasília em 29 e 30 de setembro de 2005. A segunda reunião foi em Cochabamba (Bolívia) em 8 e 9 de dezembro de 2006. A terceira reunião aconteceu em Brasília — essa reunião deveria ter ocorrido em Cartagena das Índias (Colômbia), mas foi adiada por causa da tensão entre Equador, Colômbia e Venezuela. Foi nessa reunião que a UNASUL foi formalizada e em que o Tratado Constitutivo da organização foi assinado.
Os ministros de relações exteriores de cada país encontrar-se-ão uma vez a cada seis meses. Eles formularão propostas concretas de ação e decisão executiva. O Comitê Representativo Permanente do Presidente do Mercosul e o diretor do departamento do Mercosul, o secretário-geral da Comunidade Andina, o secretário-geral do ALADI e os secretários permanentes de qualquer instituição para cooperação regional e integração, Organização do Tratado de Cooperação Amazônica, entre outros, também estarão presentes nessas reuniões.
Em 9 de dezembro de 2005 foi criada a Comissão Estratégica de Reflexão sobre o Processo de Integração Sul-Americana. Consiste de 12 membros, cuja função é elaborar propostas que ajudarão no processo de integração entre as nações sul-americanas. Essas propostas eram para serem feitas na 2ª Reunião da UNASUL (2006).
A Comissão Executiva, criada na 2.ª Reunião da UNASUL, foi transformada na Comissão Política ou Conselho de Deputados, de acordo com o Decisiones del Diálogo Político. O texto elaborado pelos chefes de Estado para constituir a UNASUL foi aprovado na 3ª Reunião da UNASUL em Brasília, no dia 23 de maio de 2008. Essa reunião deveria ter ocorrido em Cartagena de Indias, Colômbia, em 24-28 de janeiro de 2008, mas foi adiada por causa das tensões entre Equador, Colômbia e Venezuela.

### Secretariado-geral

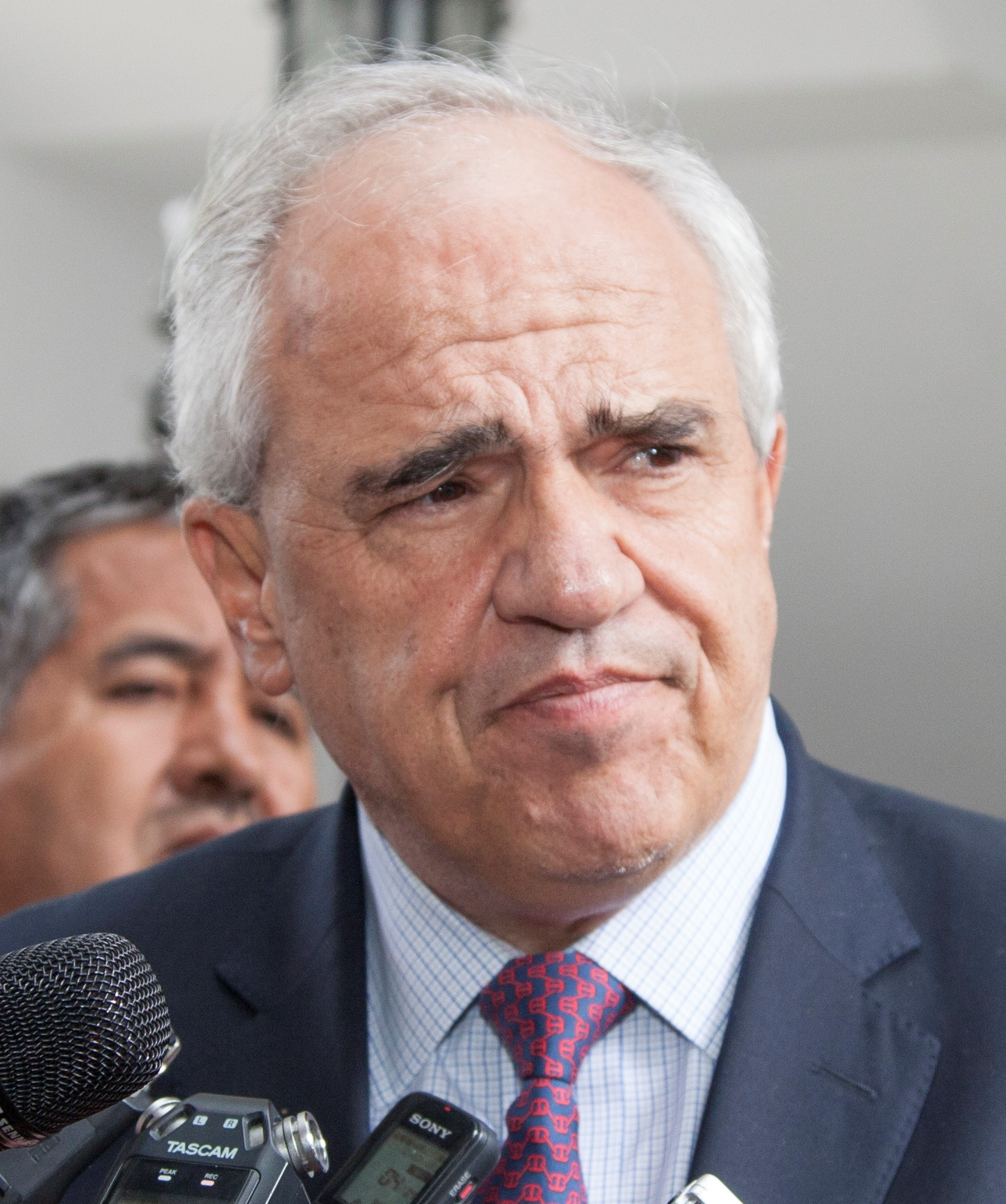
Ernesto Samper, o último Secretário-geral da União de Nações Sul-Americanas.

Um secretário-geral é eleito, para estabelecer o secretariado permanente em Quito, Equador. O ex-presidente equatoriano Rodrigo Borja foi nomeado para esta posição, mas renunciou alguns dias antes da Reunião de Brasília, em maio de 2008. Após esse fato, finalmente em 4 de maio, um novo secretário-geral foi designado. Ele foi Néstor Kirchner que, apesar das resistências da Colômbia, do Uruguai e do Peru, foi eleito por unanimidade. Após a morte de Néstor Kirchner, foi eleita a equatoriana María Emma Mejía em março de 2011. Reunião de ministros setoriais serão convocadas pelos presidentes. Elas serão desenvolvidas de acordo com mecanismos do Mercosul e da CAN.
| N.º | Secretário-geral       | País de origem | Início do mandato    | Fim do mandato        |      |      |
| 1   | Néstor Kirchner        | Argentina      | 4 de maio de 2010    | 27 de outubro de 2010 |      |      |
| —   | Vago                   | Vago           | Vago                 | Vago                  | Vago | Vago |
| 2   | María Emma Mejía Vélez | Colômbia       | 9 de maio de 2011    | 11 de junho de 2012   |      |      |
| 3   | Alí Rodríguez Araque   | Venezuela      | 11 de junho de 2012  | 31 de julho de 2014   |      |      |
| 4   | Ernesto Samper         | Colômbia       | 1º de agosto de 2014 | 31 de janeiro de 2017 |      |      |

### Presidência temporária

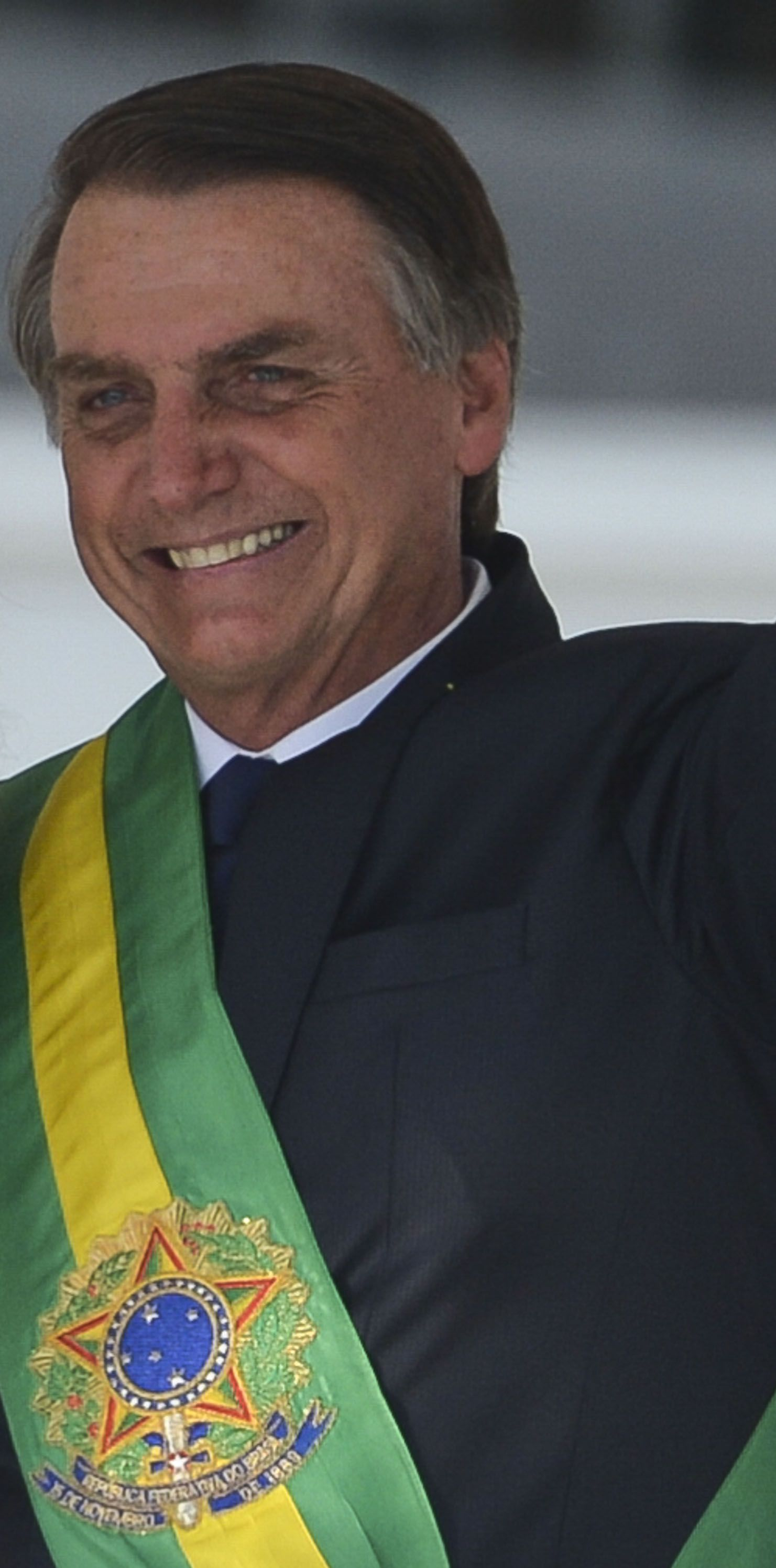
Jair Bolsonaro, o último Presidente da União de Nações Sul-Americanas.

A presidência temporária será regida por um ano e será rotativa entre os países-membros entre cada reunião da UNASUL. Já presidiram a Unasul: o Chile, de maio de 2008 a agosto de 2009, o Equador, de agosto de 2009 a novembro de 2010, a Venezuela de abril de 2016 a abril de 2017, a Argentina de abril de 2017 a abril de 2018 e a por último a Bolívia, que cumpriu mandato de 17 de abril de 2018 a 16 de abril de 2019. O Brasil deveria receber a presidência da organização em 17 de abril de 2019, porém no mesmo dia o então presidente Jair Bolsonaro anunciou a retirada oficila do país da organização. Desde então, a UNASUL está sem presidência oficial. De acordo com o documento Decisiones del Diálogo Político, que foi assinado durante a 1.ª Reunião de Energia Sul-Americana, um gabinete geral permanente deveria ser criado e sediado em Quito (Equador), porém com a decisão do Equador de se retirar do acordo, foi solicitada a devolução do prédio onde seria a sede.
| Nº | Presidente pro tempore | País      | Início do mandato      | Fim do mandato         |
| -- | ---------------------- | --------- | ---------------------- | ---------------------- |
| 1  | Michelle Bachelet      | Chile     | 23 de maio de 2008     | 10 de agosto de 2009   |
| 2  | Rafael Correa          | Equador   | 10 de agosto de 2009   | 26 de novembro de 2010 |
| 3  | Bharrat Jagdeo         | Guiana    | 26 de novembro de 2010 | 29 de outubro de 2011  |
| 4  | Fernando Lugo          | Paraguai  | 29 de outubro de 2011  | 22 de junho de 2012    |
| 5  | Ollanta Humala         | Peru      | 22 de junho de 2012    | 30 de agosto de 2013   |
| 6  | Dési Bouterse          | Suriname  | 30 de agosto de 2013   | 4 de dezembro de 2014  |
| 7  | José Mujica            | Uruguai   | 4 de dezembro de 2014  | 1 de março de 2015     |
| 8  | Tabaré Vázquez         | Uruguai   | 1 de março de 2015     | 17 de abril de 2016    |
| 9  | Nicolás Maduro         | Venezuela | 17 de abril de 2016    | 21 de abril de 2017    |
| 10 | Mauricio Macri         | Argentina | 21 de abril de 2017    | 17 de abril de 2018    |
| 11 | Evo Morales            | Bolívia   | 17 de abril de 2018    | 16 de abril de 2019    |
| 12 | Jair Bolsonaro         | Brasil    | 16 de abril de 2019    | 16 de abril de 2019    |

### Conselhos e órgãos
- Conselho de Chefes de Estado e de Governo
- Presidência pro tempore
- Secretariado Geral da União de Nações Sul-Americanas
- Conselho de Ministros de Relações Exteriores
- Conselho de Delegados
- Parlamento Sul-Americano
- Conselho Sul-Americano de Desenvolvimento Social
- Conselho Sul-Americano de Combate ao Tráfico de Drogas
- Conselho de Saúde Sul-Americano
- Conselho Sul-Americano de Educação, Cultura, Ciência, Tecnologia e Inovação
- Conselho Energético Sul-Americano
- Conselho Sul-Americano de Infraestrutura e Planejamento
- Conselho Sul-Americano de Economia e Finanças

#### Conselho de Economia e Finanças

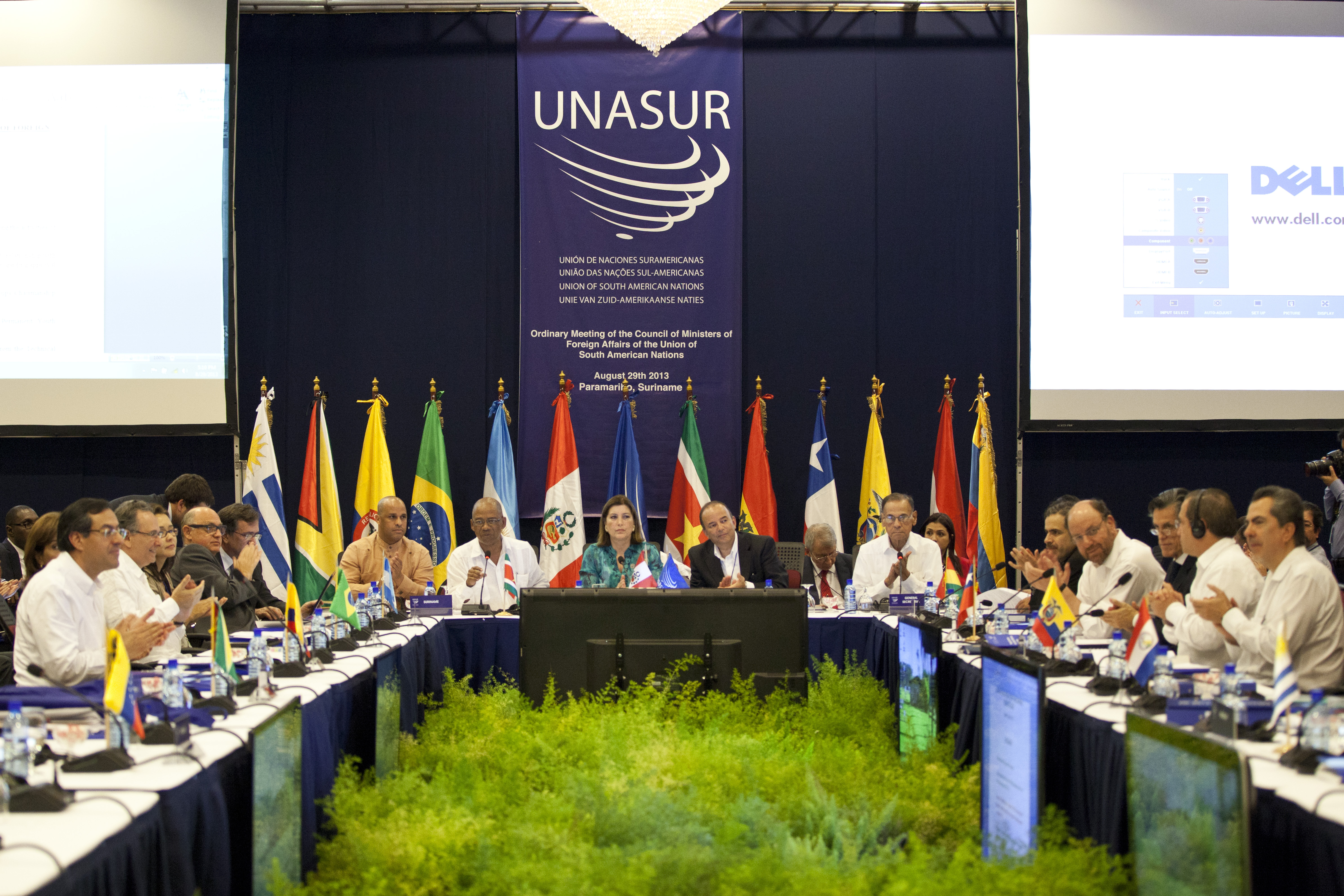
Reunião de Ministros das Relações Exteriores dos membros da Unasul

O Conselho de Economia e Finanças da Unasul foi instituído em 12 de agosto de 2011, em Buenos Aires, durante reunião de ministros da Fazenda e representantes dos Bancos Centrais dos doze países da região. O vice-ministro de Economia da Argentina, Roberto Feletti, informou que o Conselho estudaria medidas para reforçar o comércio regional em moedas nacionais sem o uso do dólar. "Chegamos a um acordo sobre três eixos de trabalho e um deles é avançar com mecanismos multilaterais de pagamentos, para sustentar o comércio e proteger os volumes de reservas", disse Feletti, destacando que o comércio entre os países da região movimenta 120 bilhões de dólares anuais. "O uso de moedas nacionais, excluindo o dólar, protege as reservas e incrementa o comércio porque há taxas menores de transações". Detalhou também planos dos grupos técnicos voltados para o desenvolvimento e fortalecimento de Bancos de Desenvolvimento, como a Corporação Andina de Fomento (CAF). Esclareceu que os técnicos vão revisar o Fundo Latino-americano de Reservas (FLAR), visando a sua ampliação, de modo a  dar maior capacidade de intervenção aos governos do bloco em caso de ataques especulativos contra as moedas ou dívidas soberanas.

#### Conselho de Defesa Sul-Americano

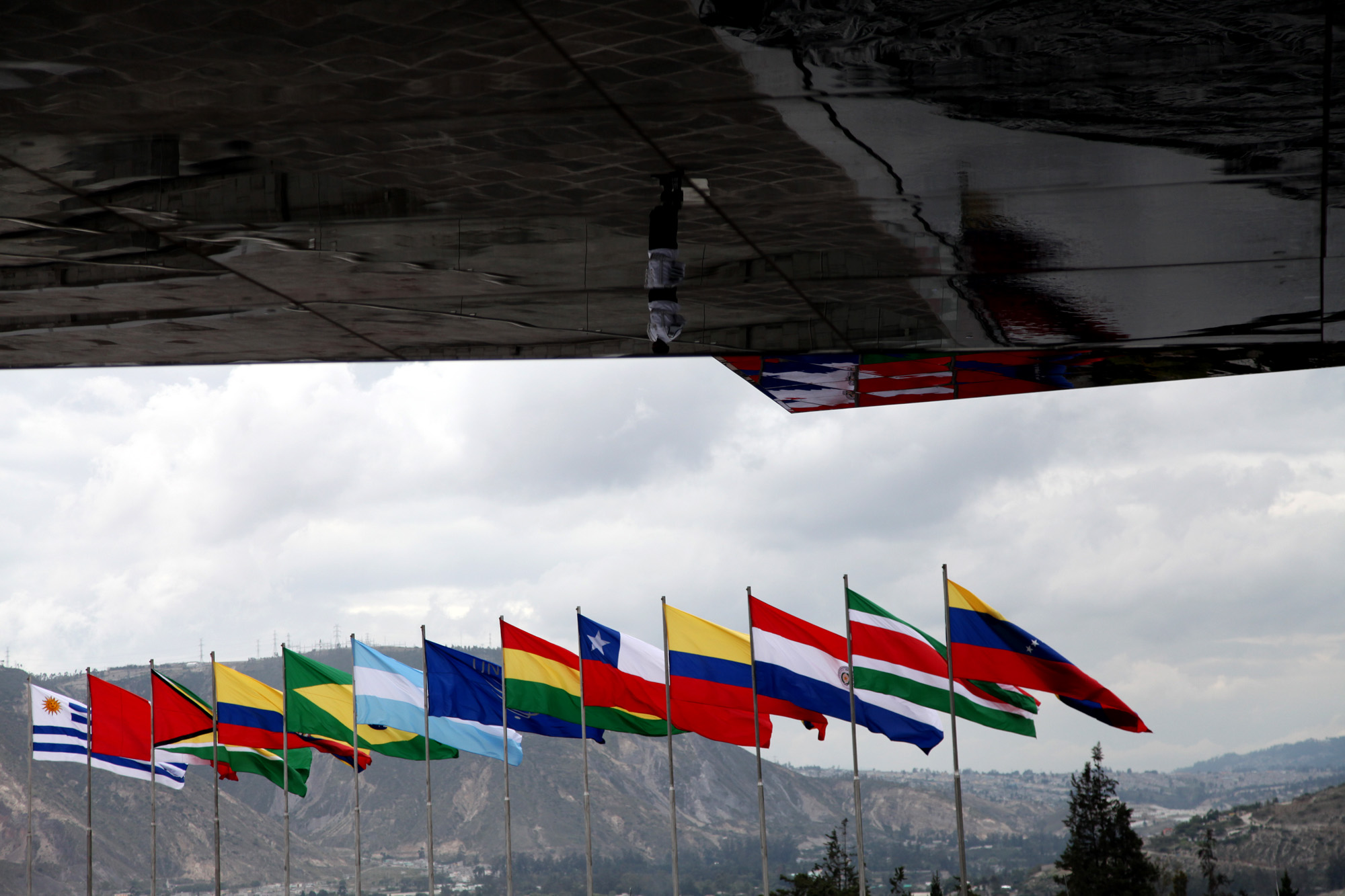
Bandeiras dos países membros da UNASUL em frente à sede da organização, no Equador.

A criação de um Conselho de Defesa Sul-Americano foi proposta pelo Brasil e discutida pela primeira vez em uma reunião de cúpula dos presidentes sul-americanos em abril de 2008. O projeto foi amplamente discutido ao longo de 2008. O então ministro brasileiro da Defesa, Nelson Jobim, afirmou em abril de 2008 que o Conselho seria formado depois da decisão “política” dos presidentes que participaram do lançamento da União Sul-americana de Nações (Unasul), no dia 23 de maio de 2008.
Em 15 de dezembro de 2008, na cúpula extraordinária da Unasul, foi finalmente aprovada a criação do Conselho de Defesa Sul-Americano, que passou a ter em sua composição os ministros da área de defesa da Argentina, Brasil, Uruguai, Paraguai, Bolívia, Colômbia, Equador, Peru, Chile, Guiana, Suriname e Venezuela. Cabe ao Conselho de Defesa a elaboração de políticas de defesa conjunta, promoção do intercâmbio de pessoal entre as Forças Armadas de cada país, realização de exercícios militares conjuntos, participação em operações de paz das Nações Unidas, promover a troca de análises sobre os cenários mundiais de defesa e a integração de bases industriais de material bélico.

#### Conselho de Saúde Sul-Americano
O Conselho da Saúde Sul-Americano é um órgão da Unasul criado e aprovado dia 16 de dezembro de 2008 que reúne ministros da área de saúde dos estados membros para elaborar programas regionais na área de saúde pública a serem financiados conjuntamente pelo bloco sul-americano,para coordenar a política energética da Unasul. Foi criado por decisão dos Chefes de Estado e de Governo da UNASUL reunidos extraordinariamente na Costa do Sauipe, Bahia, Brasil em dezembro de 2008. Foi, finalmente, constituído em 21 de abril de 2009 em Santiago do Chile.
O Instituto Sul-Americano de Governo em Saúde (ISAGS) da UNASUL é uma entidade intergovernamental de caráter público que tem como principal objetivo promover o intercâmbio, a reflexão crítica, a gestão do conhecimento e a geração de inovações no campo da política e governança em saúde.

## Cúpulas

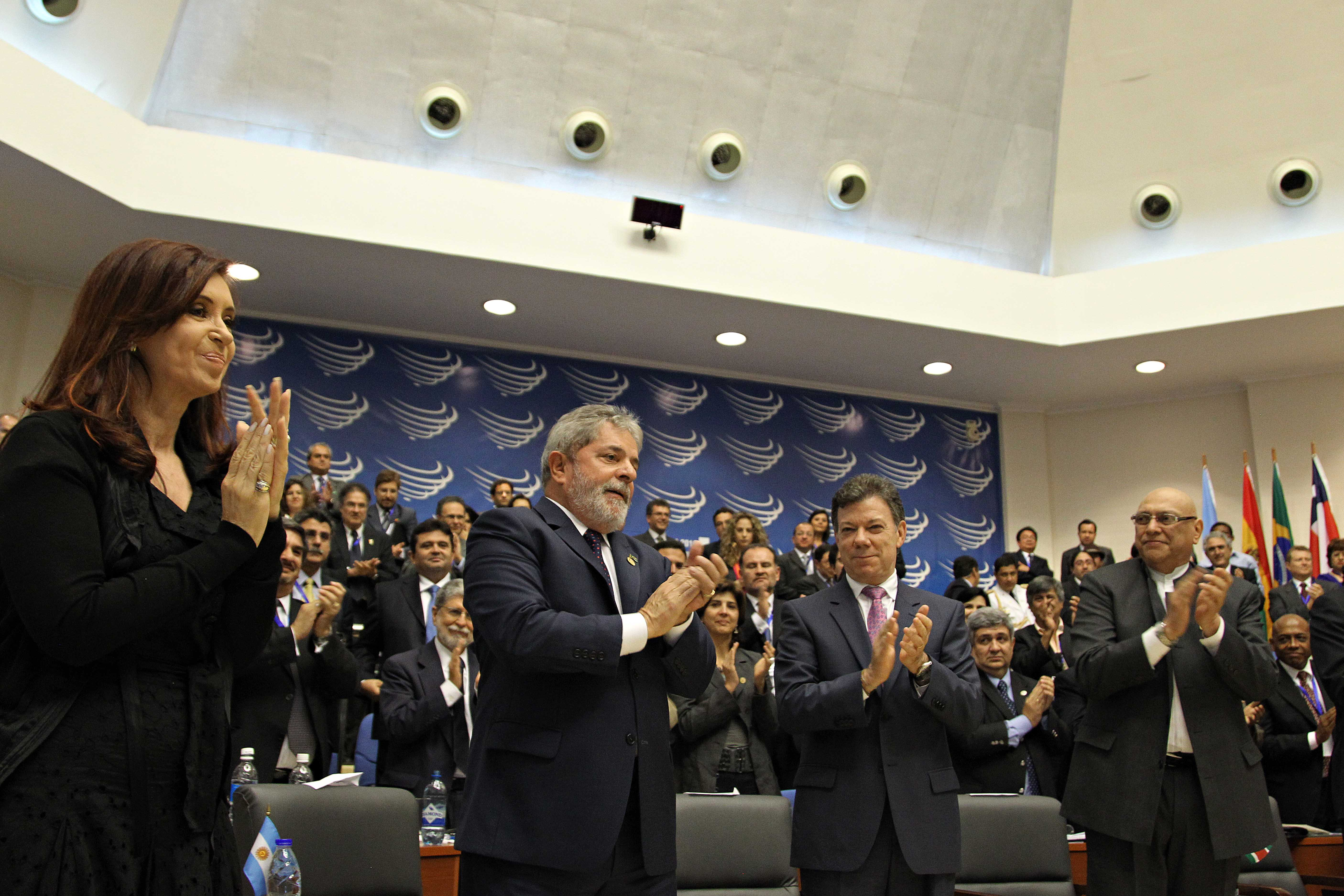
Líderes sul-americanos durante a 4.ª Cúpula da Unasul, em Georgetown, na Guiana.

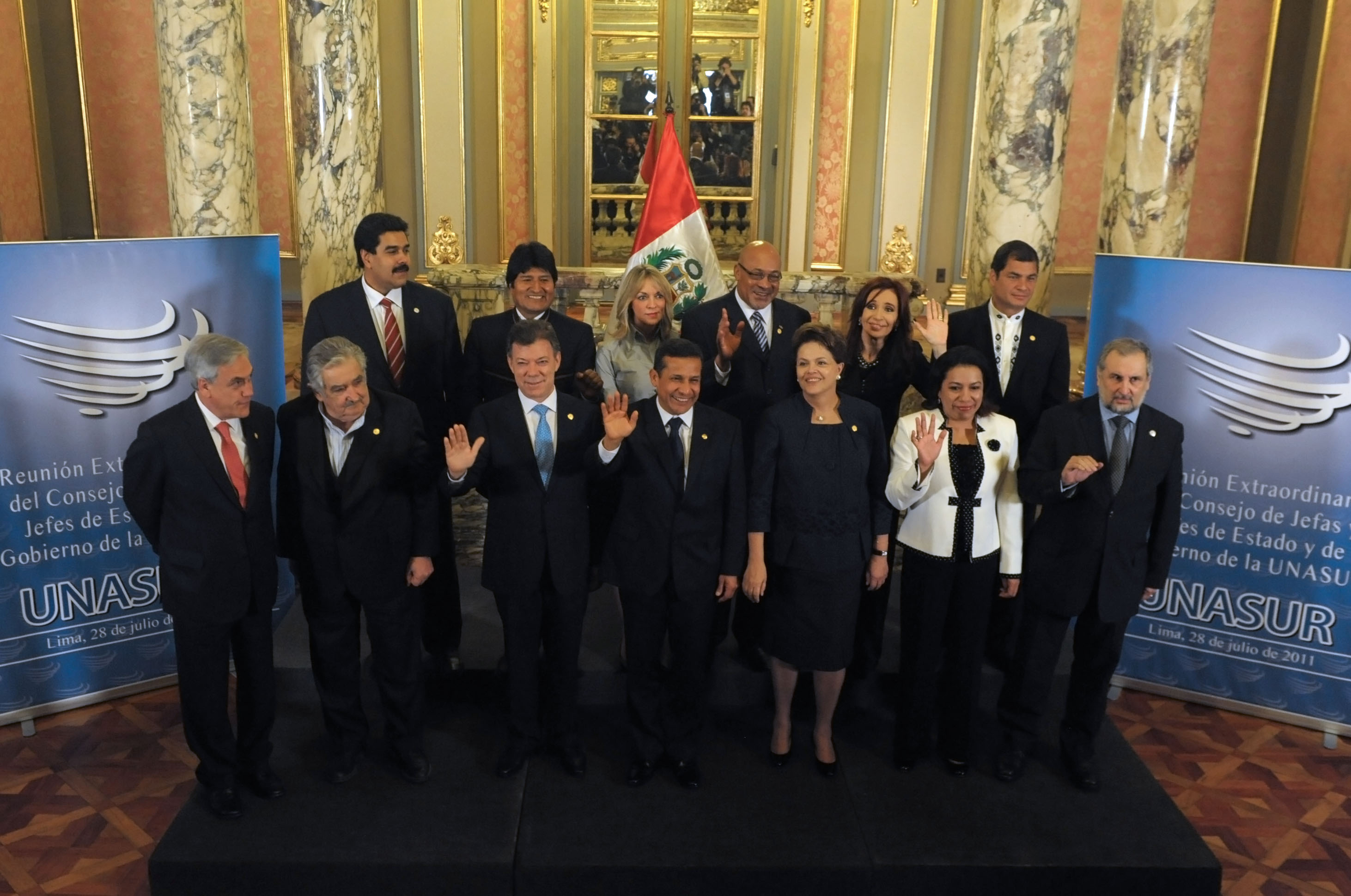
Chefes de Estado na 5.ª Reunião da UNASUL em Lima, no Peru.

A primeira cúpula da União aconteceu em Brasília no dia 23 de maio de 2008 na qual foi assinado o Tratado Constitutivo. Devido à crise política que a Bolívia enfrentou, a presidente pro témpore, Michelle Bachelet convocou uma cúpula de emergência em Santiago do Chile em 15 de setembro de 2008. Participaram desta cúpula — além da presidente Michelle Bachelet — os líderes da Argentina, Bolívia, Brasil, Colômbia, Equador, Paraguai, Uruguai e Venezuela e o secretário geral da OEA, José Miguel Insulza.
 Depois de seis horas de reunião entre os mandatários no Palácio de La Moneda, declararam finalmente o seu apoio ao governo do presidente Evo Morales e dar "o seu absoluto suporte à Bolívia".
| Data | Data             | País      | Cidade     |
| ---- | ---------------- | --------- | ---------- |
| —    | Maio de 2008     | Brasil    | Brasília   |
| 1.ª  | Setembro de 2008 | Chile     | Santiago   |
| 2.ª  | Agosto de 2009   | Equador   | Quito      |
| 3.ª  | Agosto de 2009   | Argentina | Bariloche  |
| 4.ª  | Novembro de 2010 | Guiana    | Georgetown |
| 5.ª  | Outubro de 2011  | Paraguai  | Assunção   |
| 6.ª  | Novembro de 2012 | Peru      | Lima       |
| 7.ª  | Agosto de 2013   | Suriname  | Paramaribo |
| 8.ª  | Julho de 2014    | Brasil    | Fortaleza  |
| 9.ª  | Dezembro de 2014 | Equador   | Quito      |

## Integração

### Mercado comum e cooperação de infraestrutura

Membros da UNASUL e principais rodovias regionais

Uma das iniciativas da Unasul é a criação de um mercado comum, começando com a eliminação de tarifas para produtos considerados não sensíveis até 2014 e para produtos sensíveis até 2019.
Há, hoje, em andamento, a Iniciativa para a Integração da Infraestrutura Regional Sul-Americana (IIRSA), com investimentos estimados em 38 bilhões de dólares, provenientes do Banco Interamericano de Desenvolvimento (BID), da Corporação Andina de Fomento (CAF), do Banco Nacional de Desenvolvimento Econômico e Social (BNDES) e do Fundo Financeiro para Desenvolvimento da Bacia do Prata (FONPLATA).
Os planos iniciais de integração através da cooperação em infraestrutura da Unasul se deram com a construção do Corredor Bioceânico e da Estrada do Pacífico. Estradas que ligarão mais firmemente os países da costa do Pacífico, especialmente Chile e Peru, com os países da costa do Atlântico como Brasil e Argentina, estendendo rodovias através do continente, permitindo melhores conexões dos portos à Bolívia e partes mais internas da Argentina, Peru e Brasil. A Estrada do Pacífico, entre Peru e Brasil, começou a ser construída em setembro de 2005, financiado 60% pelo Brasil e 40% pelo Peru, e foi concluída em dezembro de 2010.
O Anel Energético Sul-Americano deverá interconectar Argentina, Brasil, Chile, Paraguai e Uruguai com gás natural de diversas fontes, como o projeto Gás de Camisea no Peru e os depósitos de gás de Tarija na Bolívia. Apesar de esta proposta ter sido assinada e ratificada, dificuldades políticas e econômicas na Argentina e Bolívia atrasaram esta iniciativa, e até hoje, este acordo permanece mais como um protocolo do que um projeto atual, já que Chile e Brasil já estão construindo terminais LNG para importar gás de fornecedores externos.

### Política monetária
Um dos objetivos da união monetária é o estabelecimento de moeda sul-americana única. Apoio à criação dessa moeda foi prestado em janeiro de 2007 pelo presidente peruano Alan García, e outras autoridades sul-americanas expressaram-se a favor, como o presidente boliviano Evo Morales, em abril do mesmo ano, que propôs que a moeda única seja denominada "Pacha" ("terra" em idioma quíchua), ressalvando, porém, o direito de cada país de sugerir um nome para a moeda comum.
A economia sul-americana divide-se entre indústria mineral na região Amazônica e a agropecuária, que está presente em praticamente todos os Estados membros. A industrialização é avançada em diversas regiões, ainda que exista uma forte presença de indústrias locais de origem estrangeira (multinacionais). No Brasil e na Argentina o nível de industrialização é intenso.

### Política de defesa

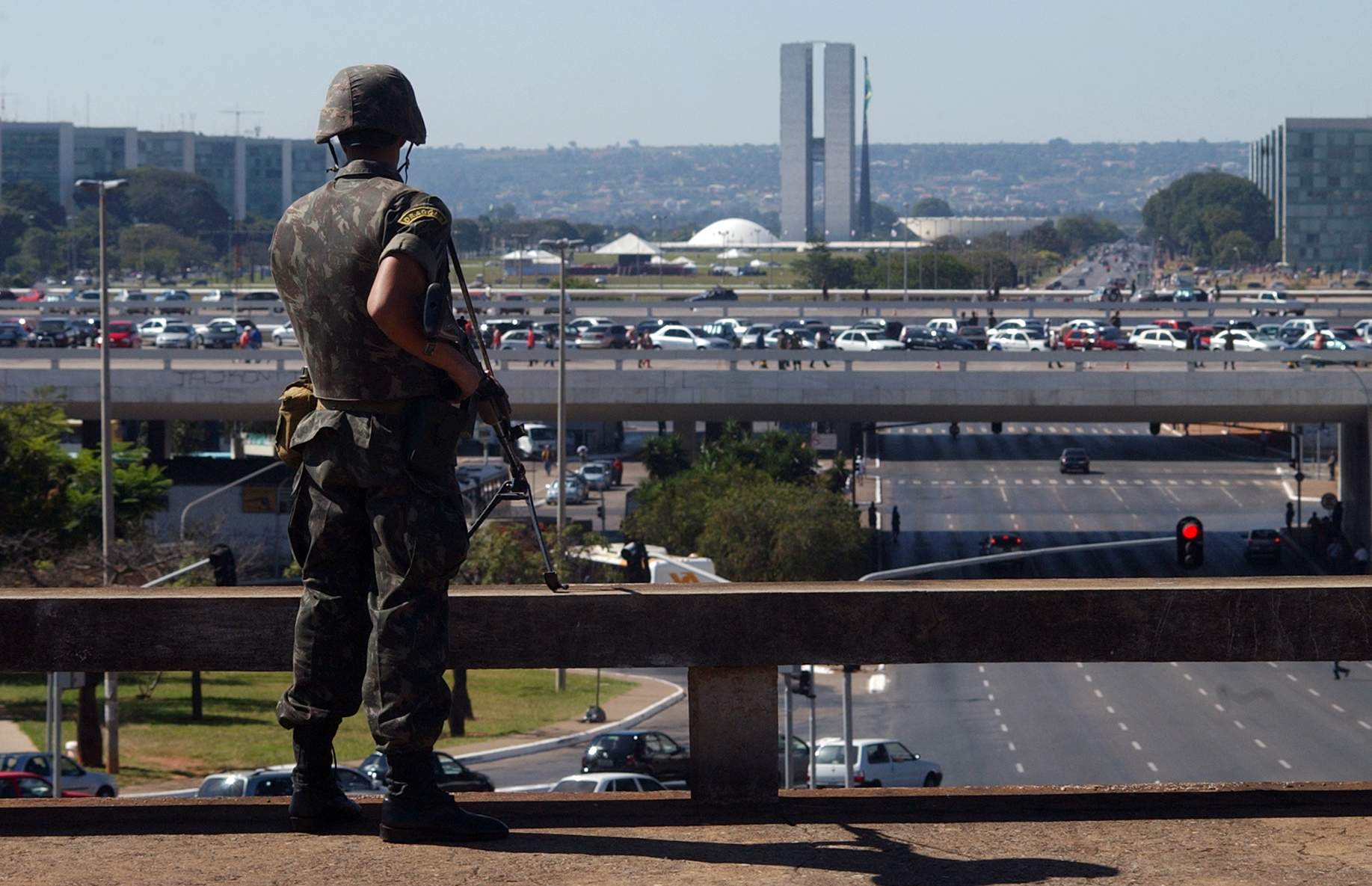
Soldado do Exército Brasileiro patrulha o entorno da reunião da Cúpula de Chefes de Estado da Unasul em 2008, realizada em Brasília.

O Conselho de Defesa Sul-Americano (CDS) foi proposto por Venezuela e Brasil para servir como um mecanismo de segurança regional, promovendo a cooperação militar e a defesa regional. Desde o início Brasil, Argentina e Chile, países que assumiram a liderança do projeto, deixaram claro que não tinham a intenção de formar uma aliança parecida com a OTAN, mas um acordo de segurança cooperativa, um reforço da cooperação militar multilateral, promovendo o fortalecimento da confiança e da segurança medidas de fomento e intercâmbio da indústria de defesa. A Colômbia inicialmente se recusou a participar do conselho de defesa devido aos fortes laços militares que o país tem com os Estados Unidos através do Plano Colômbia. No entanto, após analisar a proposta decidiram apoiar o conselho em 20 de julho de 2008.
Logo após a assinatura pelo presidente da Colômbia, a presidente do Chile, Michelle Bachelet, nomeou um grupo de trabalho para investigar e elaborar um plano para o novo conselho. Finalmente, em 10 de março de 2009, os doze membros da Unasul realizaram, no Chile, a primeira reunião do recém-formado conselho.
Em meados de 2010, a Unasul desempenhou um papel fundamental na mediação na crise diplomática entre a Colômbia e a Venezuela. Em 1 de setembro de 2010, a agência "UnasurHaití" foi criada para fornecer 100 milhões de dólares em ajuda humanitária para o Haiti.

### Democracia

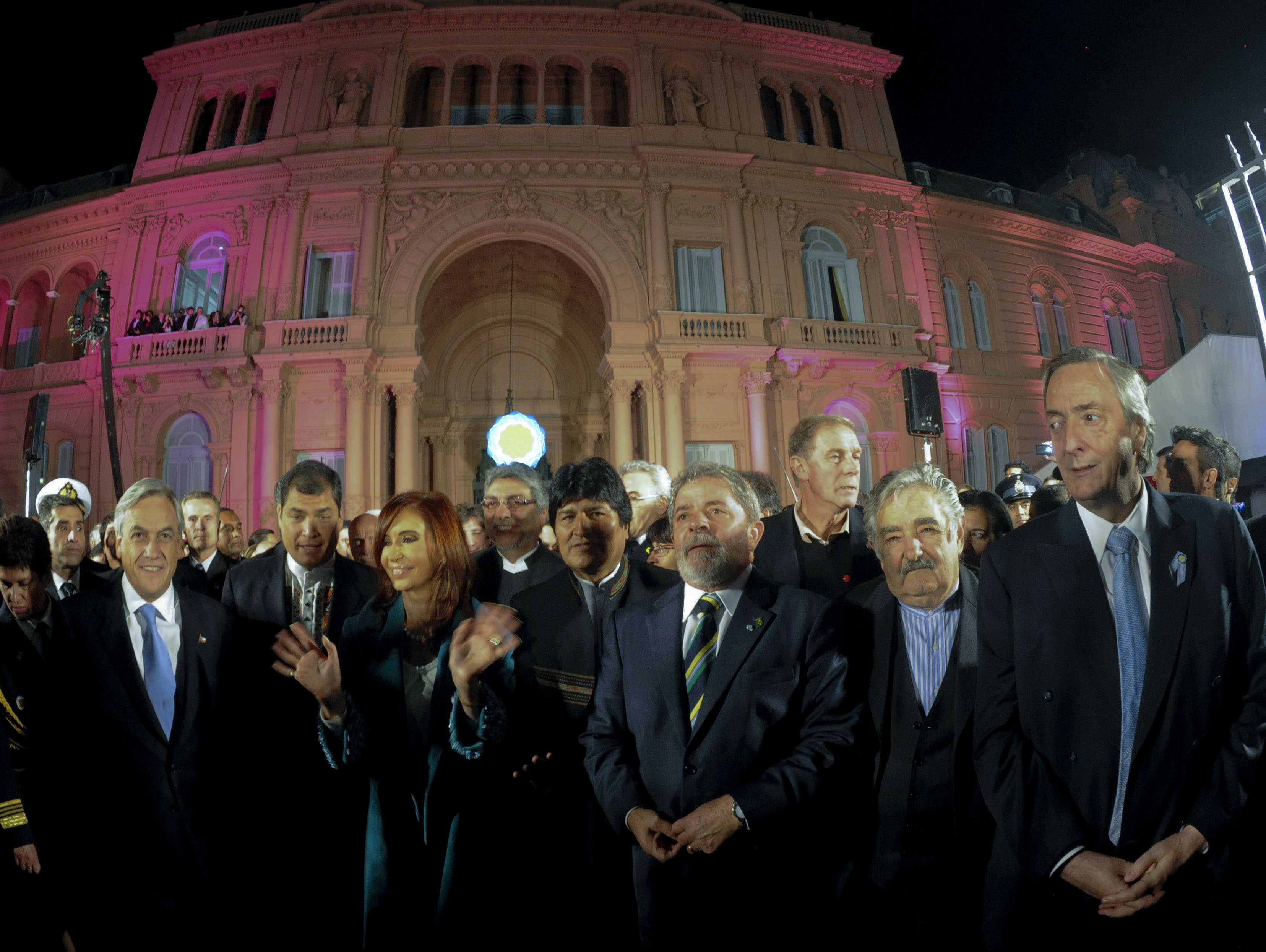
Presidentes sul-americanos em frente a Casa Rosada, em Buenos Aires, durante o bicentenário da Revolução de Maio.

Em 26 de novembro de 2010, foi assinado na cidade de Georgetown, República Cooperativa da Guiana, o Protocolo Adicional sobre Compromisso com a Democracia. O protocolo deriva do mandato estabelecido na Declaração de Buenos Aires, de 1º de outubro de 2010, na qual se afirma que os estados-membros não tolerarão desafio  à autoridade institucional, nem tentativa de golpe ao poder civil legitimamente constituído, adotando medidas concretas e imediatas em caso de violação da ordem constitucional. É aplicável "em caso de ruptura ou ameaça de ruptura da ordem democrática, de uma violação da ordem constitucional ou em qualquer situação que ponha em risco o legítimo exercício do poder e a vigência dos valores e princípios democráticos."
Na hipótese de ocorrência de uma dessas situações, o Conselho de Chefes de Estado e de Governo ou  o Conselho de Ministros das Relações Exteriores poderá ser convocado extraordinariamente pela Presidência Pro-Tempore da União, de ofício ou a pedido do Estado afetado ou de outro membro da Unasul, para deliberar sobre a aplicação de sanções ao estado afetado. Entre as sanções políticas e diplomáticas previstas pelo protocolo, destacam-se:
- Suspensão do direito de participar nos diferentes órgãos e instâncias da Unasul;[64]
- Fechamento parcial ou total das fronteiras terrestres com o  Estado afetado, incluindo a suspensão  ou limitação do comércio, transporte aéreo e marítimo, comunicações, fornecimento de energia, serviços e abastecimento.[64]

### Livre circulação de pessoas

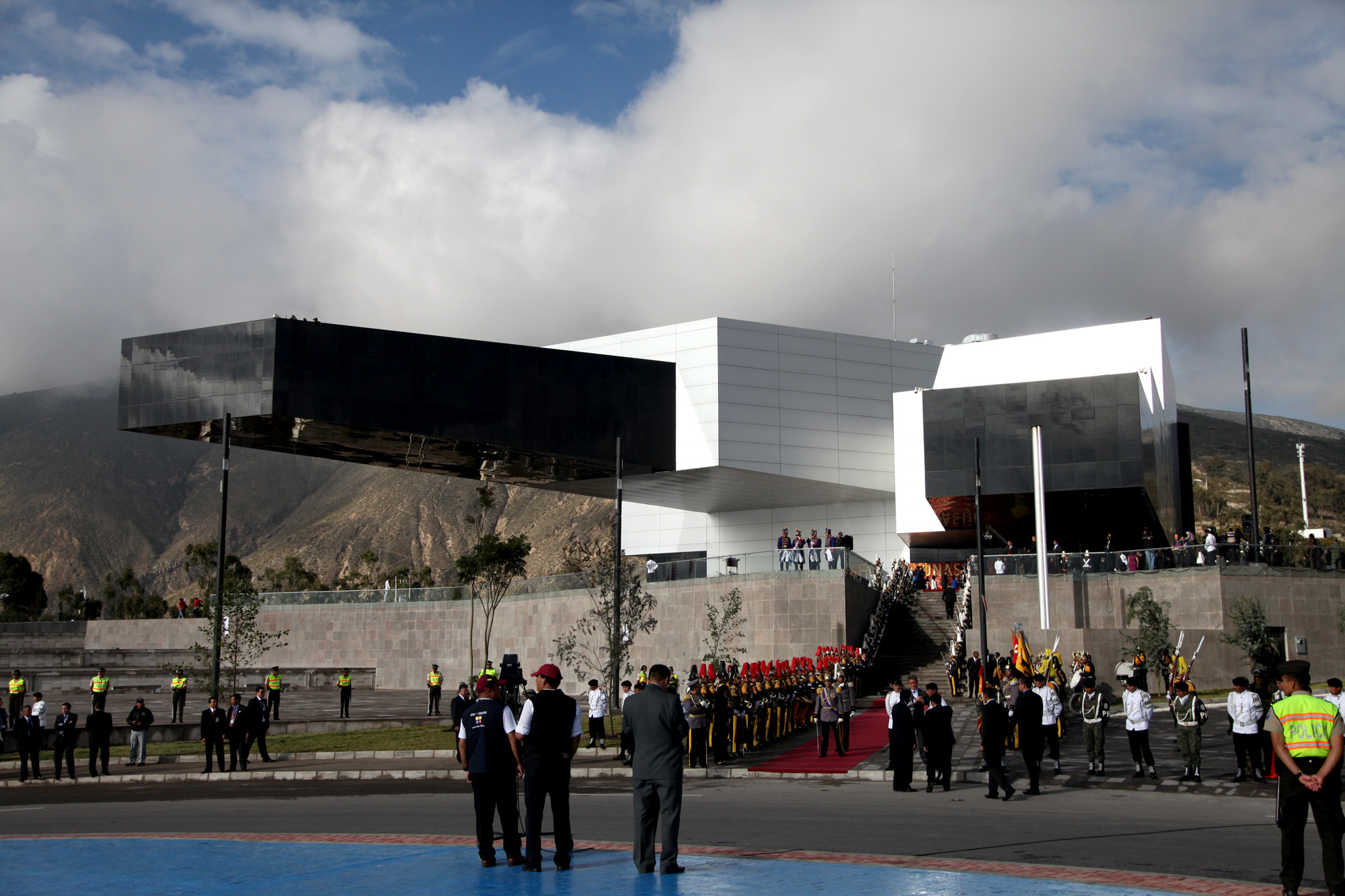
Sede da organização em Quito.

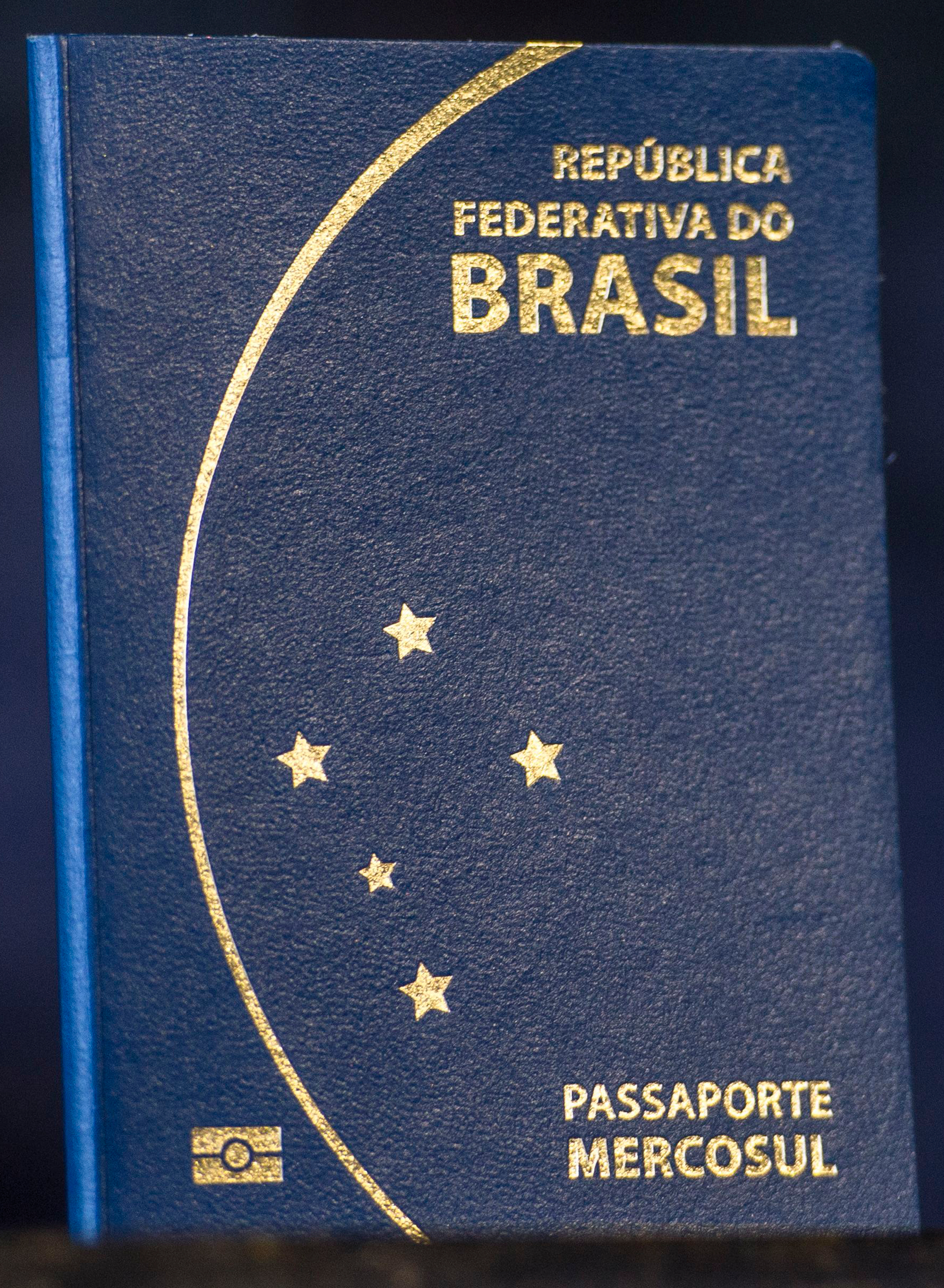
Passaporte brasileiro com a indicação do Mercosul.

Visitas por cidadãos sul-americanos para qualquer país sul-americano (exceto Guiana Francesa) de até 90 dias requerem apenas a apresentação da carteira de identidade expedida pela entidade competente do país de origem do viajante. Em 24 de novembro de 2006, Argentina, Bolívia, Brasil, Chile, Colômbia, Equador, Guiana, Paraguai, Peru, Suriname, Uruguai e Venezuela abandonaram requerimentos de visto para viagens a turismo entre nacionais de tais países.
O Mercosul, Bolívia e Chile estabeleceram que todo esse território constitui uma "Área de Livre Residência com Direito ao Trabalho" para todos seus cidadãos, sem exigência de outro requisito além da própria nacionalidade. A Área de Livre Residência foi estabelecida na reunião de cúpula de Presidentes em Brasília, mediante o "Acordo sobre Residência para Nacionais dos Estados Partes do Mercosul, Bolívia e Chile" assinado em 6 de dezembro de 2002.
Cidadãos de quaisquer países do Mercosul, natos ou naturalizados há pelo menos cinco anos, terão um processo simplificado na obtenção de residência temporária por até dois anos em outro país do bloco, tendo como exigências o passaporte válido, certidão de nascimento, certidão negativa de antecedentes penais e, dependendo do país, certificado médico de autoridade migratória. De forma igualmente simples, sem necessidade de vistos ou emaranhadas burocracias, a residência temporária, no decurso do prazo, pode se transformar em residência permanente com a mera comprovação de meios de vida lícitos para o sustento próprio e familiar. A simplicidade visa salientar um intercâmbio entre os países, para uma real formação comunitária, tendo assim expresso, além da facilidade de entrada, a garantia de direitos fundamentais de todos os que migrarem de um país a outro. Além das liberdades civis - direito de ir e vir, ao trabalho, à associação, ao culto e outros, do direito de reunião familiar de transferência de recursos, o Acordo faz avanços em duas áreas importantes: a trabalhista e a educacional.
No caso dos direitos trabalhistas, existe uma clara definição de igualdade na aplicação da legislação trabalhista, além do compromisso de acordos de reciprocidade em legislação previdenciária. Existe ainda uma importante separação entre empregadores desonestos e direitos dos empregados: a migração forçada trará consequências aos empregadores, mas não afetará os direitos dos trabalhadores migrantes. Ainda como ganho humano do Acordo está a relação educacional dos filhos dos imigrantes ao amparo do Acordo, inserindo-os em igualdade de condições com os nacionais do país de recepção. Isso indica que a mesma garantia que um Estado é obrigado a dar a seus cidadãos, também será obrigado em relação a qualquer cidadão dos países do Mercosul que habite seu país. Embora a Área de Livre Residência e Trabalho não se suporte completamente à livre circulacão de pessoas (onde não se requer tramitação migratória alguma), os sete países deram um grande passo e demonstraram a intenção de alcançar a plena liberdade de circulação de pessoas em todo o território do continente.

## Membros
| Estados fundadores    | Mapas                                                     | Mapas                                                                          |
| --------------------- | --------------------------------------------------------- | ------------------------------------------------------------------------------ |
| Membros do CAN        | Integrantes atuais da UNASUL.Países fundadores da UNASUL. | Países membros da Comunidade Andina.Países membros do Mercosul.Outros membros. |
| Bolívia               | Integrantes atuais da UNASUL.Países fundadores da UNASUL. | Países membros da Comunidade Andina.Países membros do Mercosul.Outros membros. |
| Colômbia (ex-membro)  | Integrantes atuais da UNASUL.Países fundadores da UNASUL. | Países membros da Comunidade Andina.Países membros do Mercosul.Outros membros. |
| Equador (ex-membro)   | Integrantes atuais da UNASUL.Países fundadores da UNASUL. | Países membros da Comunidade Andina.Países membros do Mercosul.Outros membros. |
| Peru (ex-membro)      | Integrantes atuais da UNASUL.Países fundadores da UNASUL. | Países membros da Comunidade Andina.Países membros do Mercosul.Outros membros. |
| Membros do MERCOSUL   | Integrantes atuais da UNASUL.Países fundadores da UNASUL. | Países membros da Comunidade Andina.Países membros do Mercosul.Outros membros. |
| Argentina (ex-membro) | Integrantes atuais da UNASUL.Países fundadores da UNASUL. | Países membros da Comunidade Andina.Países membros do Mercosul.Outros membros. |
| Brasil                | Integrantes atuais da UNASUL.Países fundadores da UNASUL. | Países membros da Comunidade Andina.Países membros do Mercosul.Outros membros. |
| Paraguai (ex-membro)  | Integrantes atuais da UNASUL.Países fundadores da UNASUL. | Países membros da Comunidade Andina.Países membros do Mercosul.Outros membros. |
| Uruguai (ex-membro)   | Integrantes atuais da UNASUL.Países fundadores da UNASUL. | Países membros da Comunidade Andina.Países membros do Mercosul.Outros membros. |
| Venezuela             | Integrantes atuais da UNASUL.Países fundadores da UNASUL. | Países membros da Comunidade Andina.Países membros do Mercosul.Outros membros. |
| Outros países         | Integrantes atuais da UNASUL.Países fundadores da UNASUL. | Países membros da Comunidade Andina.Países membros do Mercosul.Outros membros. |
| Chile (ex-membro)     | Integrantes atuais da UNASUL.Países fundadores da UNASUL. | Países membros da Comunidade Andina.Países membros do Mercosul.Outros membros. |
| Guiana                | Integrantes atuais da UNASUL.Países fundadores da UNASUL. | Países membros da Comunidade Andina.Países membros do Mercosul.Outros membros. |
| Suriname              | Integrantes atuais da UNASUL.Países fundadores da UNASUL. | Países membros da Comunidade Andina.Países membros do Mercosul.Outros membros. |
| Membros observadores  | Integrantes atuais da UNASUL.Países fundadores da UNASUL. | Países membros da Comunidade Andina.Países membros do Mercosul.Outros membros. |
| Panamá                | Integrantes atuais da UNASUL.Países fundadores da UNASUL. | Países membros da Comunidade Andina.Países membros do Mercosul.Outros membros. |
| México                | Integrantes atuais da UNASUL.Países fundadores da UNASUL. | Países membros da Comunidade Andina.Países membros do Mercosul.Outros membros. |

As seguintes áreas sul-americanas são territórios dependentes e portanto não participam:
- Guiana Francesa, um departamento ultramarino francês e parte da União Europeia.
- Ilhas Malvinas (Falkland) e Ilhas Geórgia do Sul e Sandwich do Sul, que são territórios ultramarinos do Reino Unido, objetos de reivindicações de soberania pela Argentina.

## Comparação com outros blocos e países
Tabela comparativa de 2003. Vermelho para o maior valor, verde para o menor, entre os blocos comparados.
| Entidade       | Área km²   | População     | PIB milhões de dólares | PIB per capita US$ | Países membros     |
| -------------- | ---------- | ------------- | ---------------------- | ------------------ | ------------------ |
| UNASUL         | 17 715 335 | 366 669 975   | 4 224 903              | 10 996             | 12                 |
| NAFTA          | 21 588 638 | 445 335 091   | 15 857 000             | 35 491             | 3                  |
| União Europeia | 3 977 487  | 456 285 839   | 11 064 752             | 24 249             | 28                 |
| ASEAN          | 4 400 000  | 553 900 000   | 2 172                  | 5 541              | 10                 |
| Países grandes | Área km²   | População     | PIB milhões de US$     | PIB per capita US$ | Divisões políticas |
| Índia          | 3 287 590  | 1 139 882 607 | 3 289 781              | 2 886              | 34                 |
| China          | 9 596 960  | 1 327 658 624 | 7 792 747              | 5 869              | 33                 |
| Estados Unidos | 9 631 418  | 304 999 571   | 14 195 032             | 46 541             | 50                 |
| Canadá         | 9 984 670  | 33 380 874    | 1 308 310              | 39 194             | 13                 |
| Rússia         | 17 075 200 | 141 407 338   | 2 274 584              | 16 085             | 89                 |
| Brasil         | 8 514 876  | 191 870 069   | 2 181 677              | 10 222             | 27                 |